# Stelis emarginata
Stelis emarginata är en orkidéart som först beskrevs av John Lindley, och fick sitt nu gällande namn av Soto Arenas och Rodolfo Solano Gómez. Stelis emarginata ingår i släktet Stelis och familjen orkidéer. Inga underarter finns listade i Catalogue of Life.

## Bildgalleri

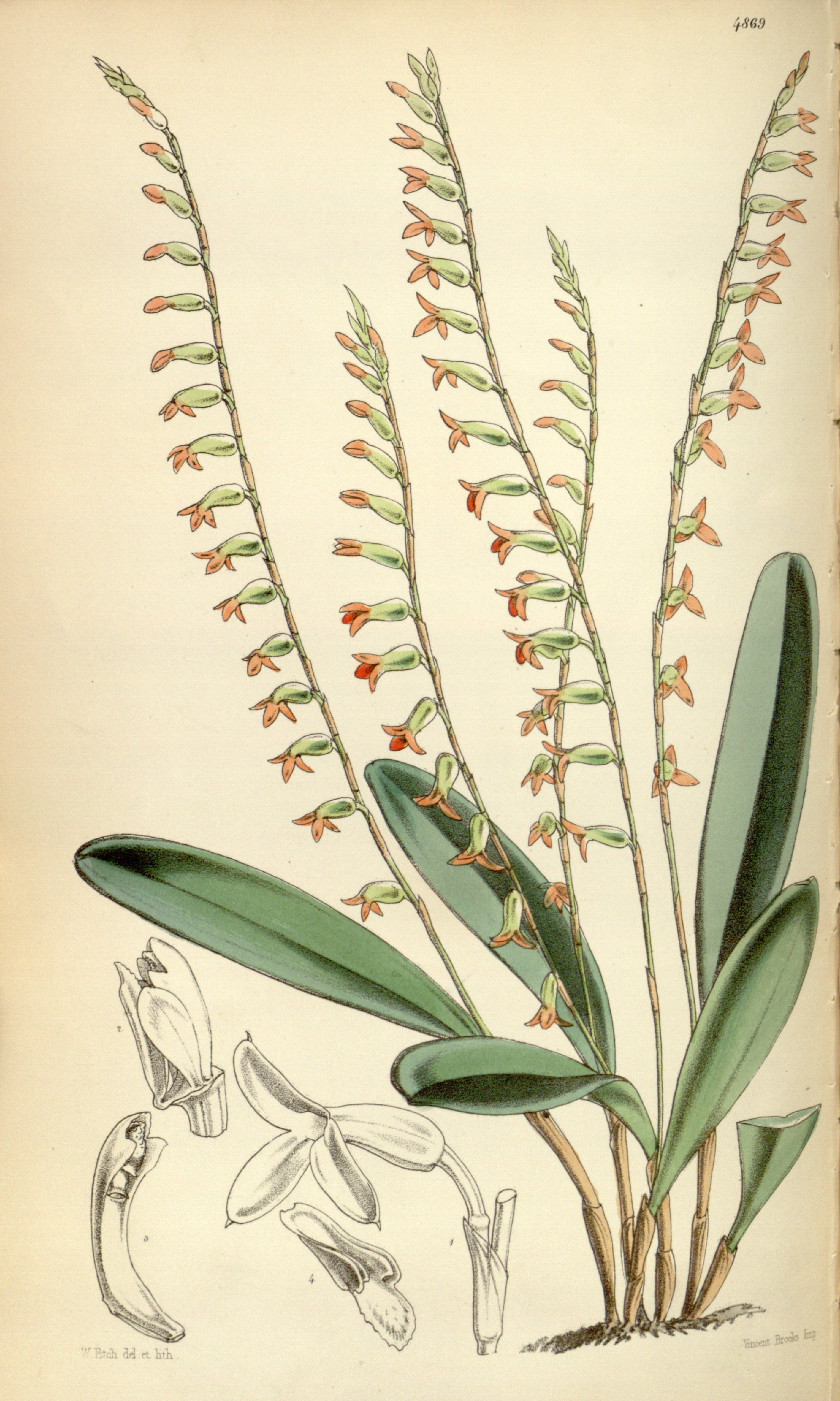